# Prémios Podes
Os Prémios Podes são os únicos prémios dedicados ao podcasting português, sendo atribuídos anualmente pela associação Portcasts, sob a direção de Márcio Barcelos. Os galardões são atribuídos no encerramento do Festival Podes, organizado pela Portcasts, com parceiros diferentes a cada edição. Em 2020 e 2021, a entrega dos Prémios Podes foi transmitida online e no Canal Q. Em cada edição um júri independente entrega prémios em diversas categorias temáticas, de cujos vencedores é selecionado o Podcast do Ano. Por votação aberta, é ainda atribuído um Prémio do Público, sem restrições de categoria.

## Vencedores
O Fumaça é o podcast mais premiado e mais nomeado na história dos prémios, com cinco vitórias em dez nomeações.

### 2019[6][7]
| Podcast do Ano - Fumaça                                                                                           | Prémio do Público - Sporting 160 - Bandeira Amarela - Cada um Sabe de Si - O Fred e a Inês Falam de Coisas - 45 Graus |  |
| Lifestyle - Assim Assado - Ai Destino, Ai Destino - Consultoryo - Ready.Gap.Go! - Sumo d'Uva                      | Cultura e Entretenimento - Brandos Costumes - Hollywood Express - Rádio deFusão - Super Papo-Seco - VHS               |  |
| Storytelling - Conta-me Tudo - Brandos Costumes - Fumaça - Hotel - Ouvir Falar de Amor                            | Desporto - 'O Brinco do Baptista - A História Gloriosa - Matraquilhos - Sair a Jogar - Última Chicane                 |  |
| Política e Questões Sociais - Histórias de Portugal - Fumaça - O Som é a Enxada - Old Friends - Zero Preconceitos | Humor - Ar Livre - Ask.tm - Hotel - Sozinho em Casa - Traz Cerveja                                                    |  |
| Entrevista - Fumaça - Assim Assado - Cada um Sabe de Si - Perguntar Não Ofende - The Pull                         | Ciência e Tecnologia - 45 Graus - Em Banho Maria - Evidentia Medica - Linuxtech - Mudo                                |  |
| Rádio - Fala com Ela - Governo Sombra - PBX - A Minha Geração - Tubo de Ensaio                                    | Universidades - Sofá - Ponto Final, Parágrafo - Nada de mais - Humor à Primeira Vista - Bom dia Matosinhos            |  |

### 2020[8][9]
| Podcast do Ano - Brandos Costumes                                                                               | Prémio do Público - Nada de mais - Chat das 5 - Nécessaire - Os Panenka - Porquê Inês?                                       |
| Lifestyle - The Pep Talk Podcast - Assim Assado - Como Assim - COVID 2º DRT - Em Banho Maria                    | Cultura e Entretenimento - Brandos Costumes - Mais Do Que Uma Vez - Private Joke - Uma Série de Coisas - Universos Paralelos |
| Storytelling - Histórias da Bola para Adormecer - Aurora Boreal - Fumaça - Desligados - Os Ficheiros Catalão    | Desporto - 'Histórias da Bola para Adormecer - A Culpa é do Cavani - 24 segundos - O Brinco do Baptista - Tocha Olímpica     |
| Política e Questões Sociais - Dá-me Lume - Fumaça - 45 Graus - Dia de Reflexão - Globalistas                    | Humor - Terapia de Casal - Sozinho em Casa - Prisão Preventiva - Epá, Por Mim Não - Carrossel                                |
| Entrevista - Fumaça - 45 Graus - Em casa - Querem drama? - TEATRA                                               | Ciência e Tecnologia - Um sobre Zero - 45 Graus - Como Assim - Evidentia Médica - A Curiosidade Salvou o Gato                |
| Rádio - Dos 8 aos 80 - E o Resto é História - Explicador Coronavírus - Solta o Javali - Toda uma Cena           | Conversa ou Debate - Globalistas - Dia de Reflexão - Casa do Aço - Absurdo Podcast - O Fred e a Inês Falam de Coisas         |
| Economia e Negócios - Casa Trabalho Casa - Anita no Trabalho - Arrocha Pod - Fala Linkedin - MoneyBar           | Informação e Educação - Fumaça - Bela Questão - 45 Graus - Ponto Final, Parágrafo - Sumo d'Uva                               |
| Sem Homens Cis Brancos Heterossexuais - #SÓQNÃO - Arrocha Pod - Dar voz a esQrever - Nécessaire - Querem Drama? | |

### 2021[10][11]
| Podcast do Ano - A Beleza das Pequenas Coisas | Prémio do Público - Vamos tratar de vida - Just Lily - Falando de História - Linuxtech PT - FEMINA                                               |  |
| Narrativa - Fumaça - 110 Histórias\|110 Objetos - 24 Segundos - A Ponte - Sons de Lisboa                                                                   | Entrevista - A Beleza das Pequenas Coisas - Economicamente Falando - O Avesso da Canção com Luísa Sobral - Kológica - Perguntar Não Ofende       |  |
| Humor - Separados de Fresco - A Hora da Rádio - Bom Amigo - Humor à Primeira Vist - Duas Pessoas a Conversar                                               | Lifestyle - Kológica - Cartão de Embarque: O podcast de todos os destinos - Muito mais do que Sexo - Rambóia com Moderação - Separados de Fresco |  |
| Política, Informação e Economia - Perguntar não ofende - Fumaça - Pod’entrar - Trinta por uma linha - O Centro (Galiza e Portugal)                         | Arte e Cultura - O poema ensina a cair - D'agora e d’outrora - FEMINA - Interruptor - NUCLEAR                                                    |  |
| Lazer e Tempos Livres - Duas pessoas a conversar - Seriólicos Anónimos - Toda uma cena - Split-Chiken - Cartão de Embarque: O podcast de todos os destinos | Desporto - 1x1 by Hoopers - Pioneiro - Tocha Olímpica - Última Chicane - Fever Pitch                                                             |  |
| Ciência, Tecnologia e Educação - O teu mal é sono - Bela Questão - Falando de História - Terras sem fim - Um sobre Zero                                    | Questões Sociais - Pioneiro - [In]Pertinente - Dar Voz a esQrever - O Brinco do Baptista - Fumaça                                                |  |
| Rádio - Fala com ela - Teorias da conspiração - A corte de Luanda - Aleixo FM - PortOuvido                                                                 | Prémio Vozes - Dar Voz a EsQrever - FEMINA - Interruptor - Pioneiro - Xintada Podcast                                                            |  |